# لان جون
لان جون (بالصينية: 蓝军) هو سياسي صيني، ولد في 1 أكتوبر 1953 في الصين. حزبياً، نشط في الحزب الشيوعي الصيني.